# アナザー・デスティネイション
『アナザー・デスティネイション』（Another Destination）は、ジョン・ノーラムが1995年に発表した、ソロ名義では3作目のスタジオ・アルバム。

## 解説
元バトン・ルージュのケリー・キーリングがボーカリストとして参加し、5曲のソングライティングにも関与した。また、ドン・ドッケンのバンドでノーラムと共演したビリー・ホワイトが2曲のソングライティングに参加して、アコースティック・ギターも演奏。ベーシック・トラックはライヴ録音で、その上からボーカルやリードギターのパートをオーバー・ダビングしてレコーディングされた。
「ストレンジ・デイズ」はハンブル・パイがアルバム『ロック・オン』（1971年）で発表した曲のカヴァーで、プロモーション盤シングル及びビデオ・クリップも制作された。「サンシャイン・オブ・ユア・ラヴ」はクリームのカヴァー。
本作発表に伴い行われたスウェーデン・ツアーには、レコーディングにも参加したキーリングに加えて、ヨーロッパ時代の盟友ジョン・レヴィン、元エレクトリック・ボーイズのニクラス・シゲヴァル、それにノーラムの妻ミシェル・メルドラムが参加した。

## 収録曲
5. 8. 11.はインストゥルメンタル。
1. インサイド "Inside" (John Norum, Alan Lorber, Michelle Meldrum) – 5:05
2. レザレクション・タイム "Resurrection Time" (J. Norum, Kelly Keeling, A. Lorber) – 5:02
3. ストレンジ・デイズ "Strange Days" (Steve Marriott) – 4:59
4. スピリット・ワールド "Spirit World" (J. Norum, K. Keeling, Scott Bender) – 5:15
5. シマーリング・ハイズ "Shimmering Highs" (J. Norum) – 6:06
6. フーズ・サイド・アー・ユー・オン? "Whose Side Are You On?" (J. Norum, K. Keeling) – 5:02
7. サンシャイン・オブ・ユア・ラヴ "Sunshine of Your Love" (Jack Bruce, Pete Brown, Eric Clapton) – 5:24
8. カタリナ・サンセット "Catalina Sunset" (J. Norum, Billy White) – 5:16
9. ハーフ・ウェイ・ホーム "Half Way Home" (J. Norum, K. Keeling) – 5:14
10. ヒーリング・レイズ "Healing Rays" (J. Norum, K. Keeling) – 3:06
11. ジランナ "Jillanna" (J. Norum, B. White) – 3:34

## 参加ミュージシャン
- ジョン・ノーラム - ボーカル、 ギター
- ケリー・キーリング - ボーカル
- トム・リリー - ベース
- ゲイリー・ファーガソン - ドラムス

ゲスト・ミュージシャン
- ラミン・サクライ - オルガン(on #3)
- ビリー・ホワイト - アコースティック・ギター(on #11)